# Le Palais des mille et une nuits
Pour plus de détails, voir Fiche technique et Distribution.
Le Palais des mille et une nuits est un film français réalisé par Georges Méliès, sorti en 1905.

## Synopsis
Un prince désargenté voudrait épouser Aouda, la fille du Rajah, mais elle est promise à un autre homme fortuné. Un génie : le sorcier Khalafar, sort d'une lampe et se met au service du prince. Celui-ci triomphe alors de toutes les embûches semées sur sa route et reçoit un énorme trésor des mains de la Fée de l’Or. Le Prince revient au palais du Rajah qui lui accorde la main de sa fille.

## Fiche technique
- Titre : Le Palais des mille et une nuits
- Réalisation : Georges Méliès
- Genre : Film fantastique, Film à trucs
- Durée : 21 minutes
- Date de sortie : France : 1905

## Distribution
- Georges Méliès : le sorcier Khalafar